# Cachucha

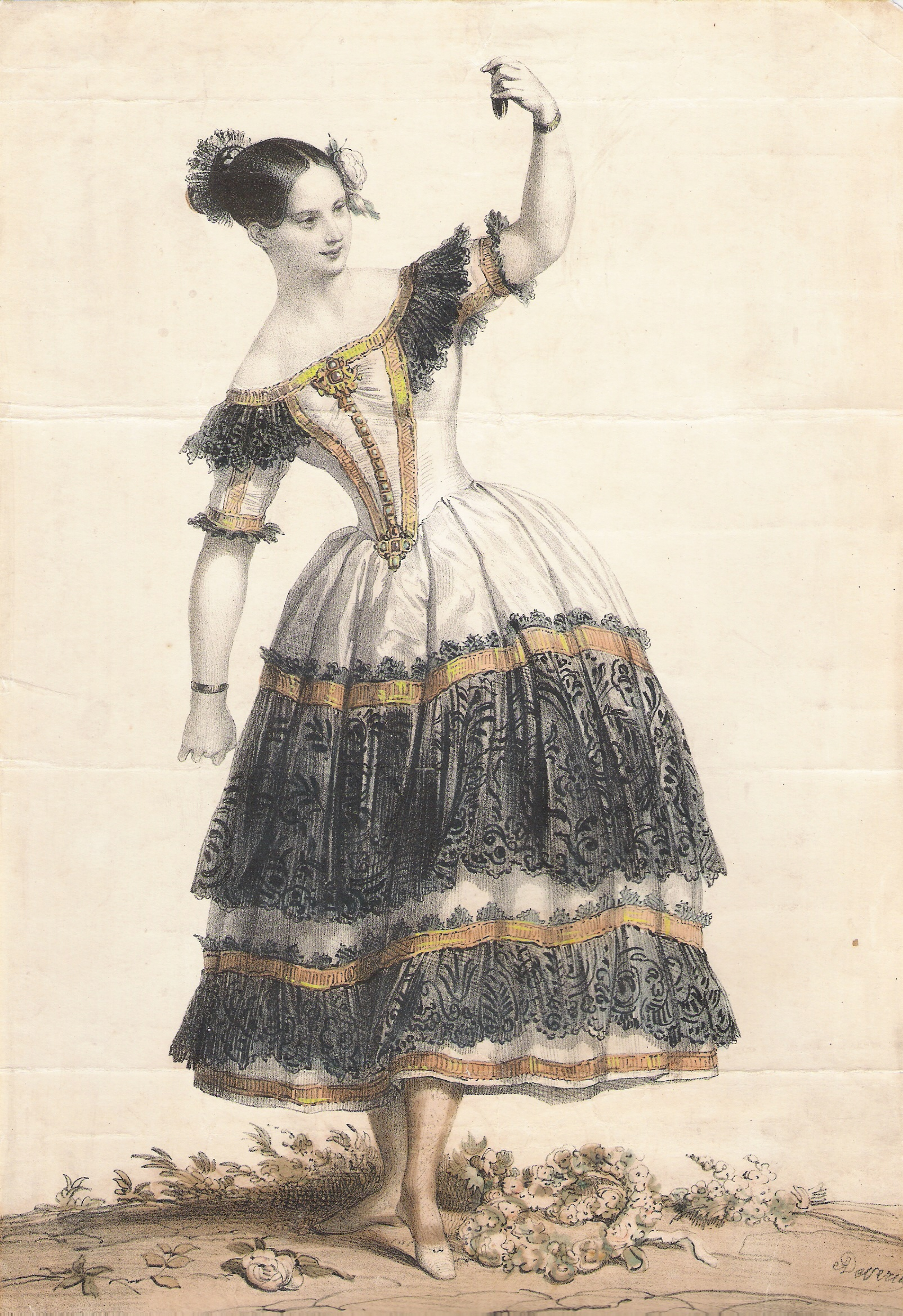
Afbeelding van Fanny Elßler in Le diable boiteux

De cachucha is een Spaanse dans uit de streek rond Andalusië, die in de 19e eeuw erg populair was.
Deze dans wordt solistisch (door een man of een vrouw) gedanst en is in een rustige 3/4-maatsoort. De begeleiding wordt gespeeld op gitaar en castagnetten. Het ritme van de cachucha is verwant aan dat van de bolero.
De cachucha was een der eerste volksdansen die ook als stijldans in balletten en in de revues werd opgenomen in de 19e eeuw.
In 1836 werd de cachucha voor het eerst in het theater gedanst door de Oostenrijkse danseres Fanny Elßler in Le diable boiteux. Zij droeg eraan bij dat de dans populair werd.
Het woord cachucha betekent letterlijk: klein bootje.